# Линколн Парк (Тексас)
Линколн Парк (енгл. Lincoln Park) град је у америчкој савезној држави Тексас. По попису становништва из 2010. у њему је живело 308 становника.

## Демографија
Према попису становништва из 2010. у граду је живело 308 становника, што је 209 (40,4%) становника мање него 2000. године.
| Група             | 2000.       | 2010.       |
| Белци             | 416 (80,5%) | 254 (82,5%) |
| Афроамериканци    | 4 (0,8%)    | 3 (1,0%)    |
| Азијати           | 1 (0,2%)    | 1 (0,3%)    |
| Хиспаноамериканци | 90 (17,4%)  | 39 (12,7%)  |
| Укупно            | 517         | 308         |